# Louis Darques
Louis Darques (* 1896; † unbekannt) war ein französischer Fußballspieler.

## Vereinskarriere
Die früheste bekannte Vereinsstation von Louis Darques war die JA Saint-Ouen, in deren Männermannschaft er spätestens während des Ersten Weltkriegs spielte und bereits über den Klub hinaus auf sich aufmerksam machte (Berufungen in die Nationalauswahl ab 1915). 1916 oder 1917 wechselte der hochgewachsene, schwarzhaarige Halbstürmer, der sich häufig auf die linke Verbinderposition zurückfallen ließ, zu Olympique Pantin. Mit den Parisern, bei denen er über Jahre unter anderem an der Seite von Jules Dewaquez und Maurice Cottenet auflief, feierte Darques, der „über subtile spielerische Mittel verfügte, geniale Momente aufwies“ und dabei auch torgefährlich war, in den Jahren bis 1927 seine größten Erfolge. So stand er in drei der vier ersten Endspiele um den Französischen Pokal, bis 1932 der einzige landesweite Wettbewerb. 1918 besiegte Olympique den FC Lyon darin mit 3:0; in diesem Finale erzielte Louis Darques einen Treffer und verschoss außerdem noch einen Elfmeter. Als Mannschaftskapitän erhielt er auch die Trophäe (Coupe Charles Simon) überreicht. Nur wenige Wochen später stand er in den Reihen der Auswahlmannschaft der Ligue de Football Association, die an Pfingsten 1918 das Endspiel im Turnier der miteinander konkurrierenden französischen Fußballverbände gegen die Elf der Union des sociétés françaises de sports athlétiques mit 3:2 gewann.
Im folgenden Jahr erreichte sein in Olympique Paris umbenannter Verein erneut das Pokalendspiel, und Darques gelang darin wiederum ein Treffer. Seine Elf war aufgrund des Fehlens von drei Stammspielern allerdings spürbar geschwächt – die drei, allesamt belgische Weltkriegspiloten, waren kurz vor dem Finale endgültig in ihre Heimat zurückgekehrt – und unterlag gegen CASG Paris nach Verlängerung mit 2:3. Das dritte Endspiel erreichte Olympique 1921, und wie zwei Jahre zuvor verließ der Spielführer das Stadion nach einer 1:2-Niederlage gegen Red Star AC Paris mit leeren Händen. 1922, 1923 und 1925 stand Darques mit seiner Mannschaft jeweils noch im Halbfinale der Coupe de France.
1927 fusionierten die beiden Pokalfinalisten von 1921 miteinander, und Louis Darques trug noch einige Zeit den Dress von Red Star Olympique; als dessen Mannschaft 1928 wiederum den Landespokal gewann, stand er allerdings nicht in der Endspielelf. Seine Karriere als Fußballer auf hohem Niveau beendete er beim Club Français Paris.

## In der Nationalmannschaft
Schon weit vor seiner Volljährigkeit kam Louis Darques auch zu internationalen Einsätzen. So stand er bei den sogenannten „Kriegsländerspielen“, die noch vom FFFA-Vorläufer Comité Français Interfédéral (CFI) organisiert wurden und heute nicht mehr als offizielle französische Begegnungen zählen, mehrfach in der französischen Nationalelf. Er lief im April 1915, März 1916 – beide Male noch in seiner Zeit bei der JA Saint-Ouen – und April 1918 jeweils gegen Belgien für Frankreich auf. Zudem bestritt er bei den Jeux Interalliés im Juni 1919, einem im neuen Stade Pershing ausgetragenen Turnier von Soldatenteams der Triple Entente und der mit ihr verbündeten Staaten, bei denen ebenfalls noch der CFI die französische Mannschaft aufstellte, zwei der drei Gruppenspiele. Beim 11:0 gegen die griechische Auswahl erzielte er auch einen Treffer, im Finale fehlte er allerdings.
Kurz vor diesem Turnier, im März 1919, hatte er auch in der vom neuen Einheitsverband FFFA aufgestellten A-Nationalmannschaft debütiert – erneut gegen Belgien. 1920 kam er gegen die Schweiz zu seinem zweiten offiziellen Länderspiel, zum olympischen Turnier 1920 wurde er allerdings nicht mitgenommen, möglicherweise, weil sein Amateurstatus nicht unstrittig war. Denn „hinter den Kulissen konnte er sehr fordernd sein, verlangte regelmäßig Zahlungen vom Verband FFFA“. Ab 1921 wurde er dann aber wieder berücksichtigt und 1922 erzielte er beim 2:1-Sieg gegen Belgien seinen einzigen Treffer in diesem Kreis, zu dessen Offensivreihe auch sein Vereinskamerad Jules Dewaquez, Paul Nicolas, Henri Bard oder Jean Boyer und Raymond Dubly zählten. Im Oktober 1923 bestritt er sein neuntes und letztes Länderspiel; dann schloss ihn das teilweise neu zusammengesetzte Auswahlkomitee der FFFA endgültig aus der Nationalelf aus, weil er, so Chaumier, weiterhin finanzielle Forderungen stellte.

## Palmarès
- Französischer Pokalsieger: 1918 (und Finalist 1919, 1921)
- Gewinner des Turniers der französischen Fußballverbandsauswahlen: 1918
- 9 A-Länderspiele, 1 Treffer